# エルティシ川
エルティシ川（エルティシがわ、英語: Irtysh River, ロシア語: Иртыш, カザフ語: Ertis/Ертiс, タタール語: İrteş/Иртеш, モンゴル語: Эрчис мөрөн, 中国語: 额尔齐斯河/額爾齊斯河、日本語でイルティシュ川、イルティッシュ川、イルティシ川、イルチシ川、イルトィシュ川、イルトィシ川とも表記）は、アジアの川で、オビ川の主要な支流のひとつ。主な支流にトボル川、エシム川、オミ川がある。長さは4,248km。流域面積は1,643,000km2。

## 地理

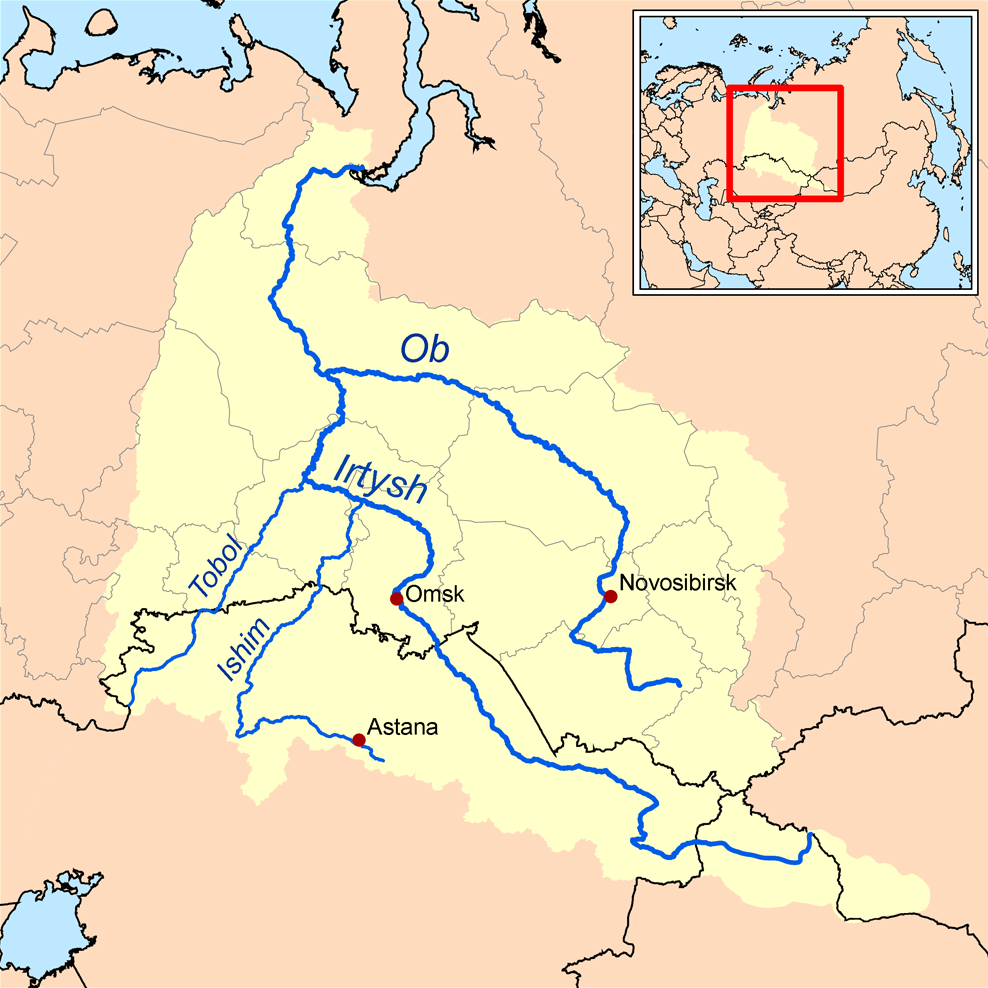
オビ川とエルティシ川の流域

源流は中国のアルタイ山脈南西斜面で、ウルングル湖（烏倫古湖）をかすめてジュンガル盆地北部を北西に流れ、盆地北端を出てカザフスタンのザイサン湖を通り、シベリア西部のハンティ・マンシースク付近でオビ川に合流する（北緯61度04分09秒 東経68度55分30秒 / 北緯61.0691度 東経68.9251度座標: 北緯61度04分09秒 東経68度55分30秒 / 北緯61.0691度 東経68.9251度 ）。
通過する主要な都市は、カザフスタンのオスケメン、セメイ（セミパラチンスク）、パヴロダル、ロシア連邦のオムスク、タラ、トボリスク、ハンティ・マンシースクなどがある。
現在建設中のオムスク地下鉄はエルティシ川の地下を走る予定である。
11月から4月まで凍結するが、それ以外の時期は河川交通に用いられている。

## 歴史
ロシア人が到達する以前、16世紀まで流域は中国、モンゴル、カルムイクが支配し、特にジョチ・ウルスの末裔シビル・ハン国がオビ川からエルティシ川水系の広い範囲を統治していた。シビル・ハン国は16世紀にはロシアに征服され、19世紀初頭までに流域のほとんどがロシア領となった。
1945年8月9日、ソ連軍の朝鮮半島北部への侵攻により、日本窒素が建設した水豊ダム発電所の7基の発電機のうち5基が略奪された。略奪された発電機は、イリティッシュ川（エルティシ川）上流のダムで確認されている。

### 利水
国営のエルティシ河運会社の本部が、西シベリアで最大の河港を持つオムスクに置かれている。
カザフスタンと中国との国境付近のウスチ・カメノゴルスクとバフタルミンスクに大規模な水力発電所がある（en:Ust-Kamenogorsk Hydroelectric Power Plant、en:Bukhtarma Hydroelectric Power Plant）。エルティシ・カラガンダ運河がカザフスタンのステップ地域に水を供給している。ソ連時代にオビ川やエルティシ川の水を南へ導いてアラル海を潤し、中央アジアのステップを農場へと変える大規模な自然改造計画の一環でシベリア河川流転計画を発表していた。しかし、この計画は計画の域を出ることなく、エルティシ・カラガンダ運河のみが完成した。
中国も、1997年7月にエルティシ川上流に運河を築いて新疆ウイグル自治区のカラマイ油田周辺地域を灌漑する635工程を発表して2000年8月18日にエルティシ・カラマイ運河を完成させたが、下流の国々、特にエルティシ川に水資源の多くを依存するカザフスタンへの影響が懸念された。